# Weinbrandbohne
Die Weinbrandbohne ist eine Krustenpraline, die mit Weinbrand gefüllt und mit Schokolade überzogen wird. Ihr Erfinder war der Rüdesheimer Weinbrandfabrikant Hugo Asbach (1868–1935), der für seinen Weinbrand Asbach Uralt bekannt ist.

## Herstellung

### Weinbrandbohne ohne Kruste
Als Erstes muss die Hülse der Weinbrandbohne hergestellt werden. Die vorgewärmte Form wird mit flüssiger Schokolade befüllt und ausreichend entlüftet. Die Weinbrandbohnen haben einen langen Kühlprozess, indem sie mehrere Kühlbahnen durchlaufen. Die ungefüllten Weinbrandbohnen werden nun auf die Füllformen umgesetzt und durch die Gießmaschine befüllt. Danach werden die gefüllten Bohnen mit der Deckelschablone gedeckelt. Zum Schluss werden die Weinbrandbohnen mit einer dünnflüssigen Kuvertüre übergossen.

### Weinbrandbohne mit Kruste
Weinbrandbohnen mit Kruste weisen eine Zuckerkruste auf, die aus einer alkoholischen Zuckerlösung besteht und mit Kuvertüre überzogen wird. Bei der Herstellung darf der Alkoholgehalt die 16 Vol-% nicht überschreiten. Die Zuckerlösung wird in einem Kessel mit dem Weinbrand mit Hilfe eines Rührwerks vermischt und auf 32 Bé-Grade eingekocht. Die alkoholische Zuckerlösung wird mit einer Cerbone-Gießmaschine oder Likörgießpfanne in die Formen gegossen. Nach dem Eingießen wird die Zuckerlösung sofort mit warmem Puder bestreut. Die Zuckerlösung kann nun Kristalle bilden und wird nach zwei Stunden mit Hilfe eines Drahtbügels gewendet. Zum Schluss wird die Zuckerlösung mit Kuvertüre übergossen und erhält eine glänzende Oberfläche.

## Haltbarkeit
Bei Weinbrandbohnen mit Kruste ist ein Rückgang des Alkoholgehalts von 15,7 auf 8,1 Vol-% nach 13 Monaten zu erkennen. Die Weinbrandbohnen ohne Kruste haben schon nach sechs Monaten einen Verlust des Alkoholgehalts von 20,8 auf 15,6 Vol-%. Außerdem ist bei den krustenlosen Weinbrandbohnen nach vier Monaten schon ein starker Abfall des Geschmacks der Füllung zu bemerken, der an einem Trockenfrucht-Geschmack erkennbar ist.